# كريستيان فيرست
كريستيان فيرست (بالنرويجية البوكمول: Christian Fürst)‏ هو مهندس معماري نرويجي، ولد في 15 أبريل 1860 في كريستيانية في النرويج، وتوفي في 8 يناير 1910.